# Партия запрета
Партия запрета (также известная как Партия «сухого закона» и Партия прогибиционистов) — американская политическая партия, известная своей исторической оппозицией к продаже или потреблению алкогольных напитков и являвшаяся неотъемлемой частью движения за трезвость. Эта партия является старейшей из ныне существующих третьих партий в стране.
Несмотря на то, что партия запрета никогда не была крупной организацией, она играла важную роль во времена Третьей партийной системы на рубеже 19 и 20 веков. Партия пришла в упадок после принятия Восемнадцатой поправки к Конституции в 1920 году, вводившей сухой закон, но смогла частично восстановится после его отмены в 1933. После Второй мировой войны организация пришла в окончательный упадок, таким образом партия не набирала более 100 тысяч голосов на выборах с 1948 года и более 10 тысяч голосов с 1976 года.
Политическая программа партии менялась за время ее существования. На протяжении 19 века партия поддерживала прогрессивные позиции, такие как введение избирательного права для женщин и подоходного налога, обеспечение расового равенства, биметаллизма и равной оплаты труда. Сегодняшняя платформа партии прогрессивна в экономических вопросах и более умеренна социальных вопросах.

## Известные члены
- Сидни Джонстон Кэттс — 22-й губернатор Флориды (1917—21)
- Нил Доу — мэр Портленда, штат Мэн (1851—52; 1855—56)
- Чарльз Хирам Рэндалл — член Ассамблеи Калифорнии (1911–12) и член Палаты представителей от 9-го избирательного округа Калифорнии (1915–21)
- Фрэнк Хэнли — 26-й губернатор Индианы (1905—09)
- Сюзанна Солтер — первая женщина, избранная мэром в США[4]
- Клей Грин Смит — 2-й губернатор территории Монтана (1866–69)
- Франсис Уиллард — одна из основательниц Женского союза христианской умеренности[5].